# Nomada vexator
Nomada vexator är en biart som beskrevs av Cockerell 1909. Nomada vexator ingår i släktet gökbin, och familjen långtungebin. Inga underarter finns listade i Catalogue of Life.